# رابرت کر (نویسنده)

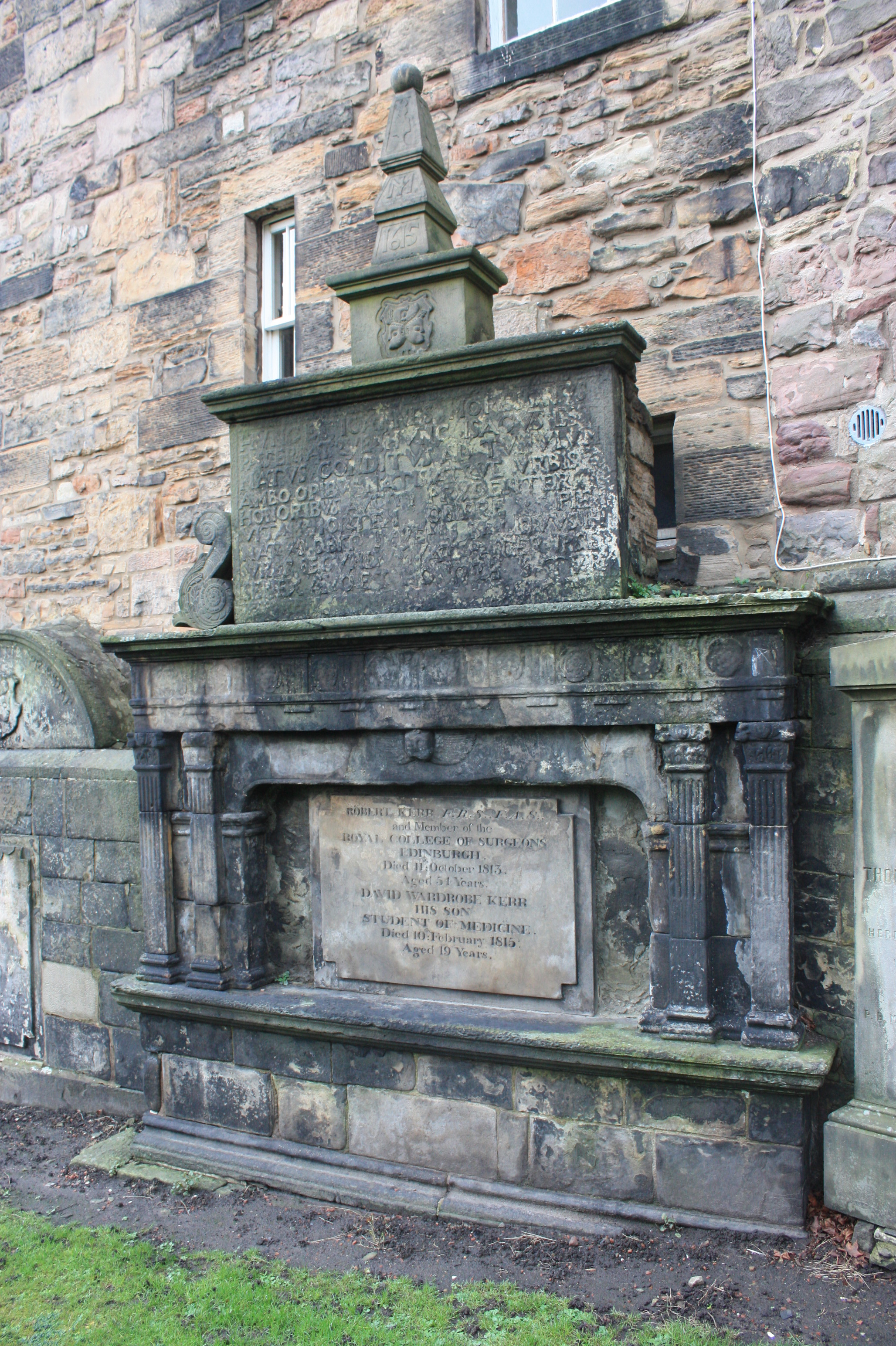
قبر رابرت کر، گریفریرس کرکیارد

رابرت کِر (انگلیسی: Robert Kerr؛ ۲۰ اکتبر ۱۷۵۷ – ۱۱ اکتبر ۱۸۱۳) یک زبان‌شناس، مورخ، مترجم، جراح، زیست‌شناس، و جانورشناس اهل بریتانیا بود.